# 벨기에의 강간 (제1차 세계 대전)

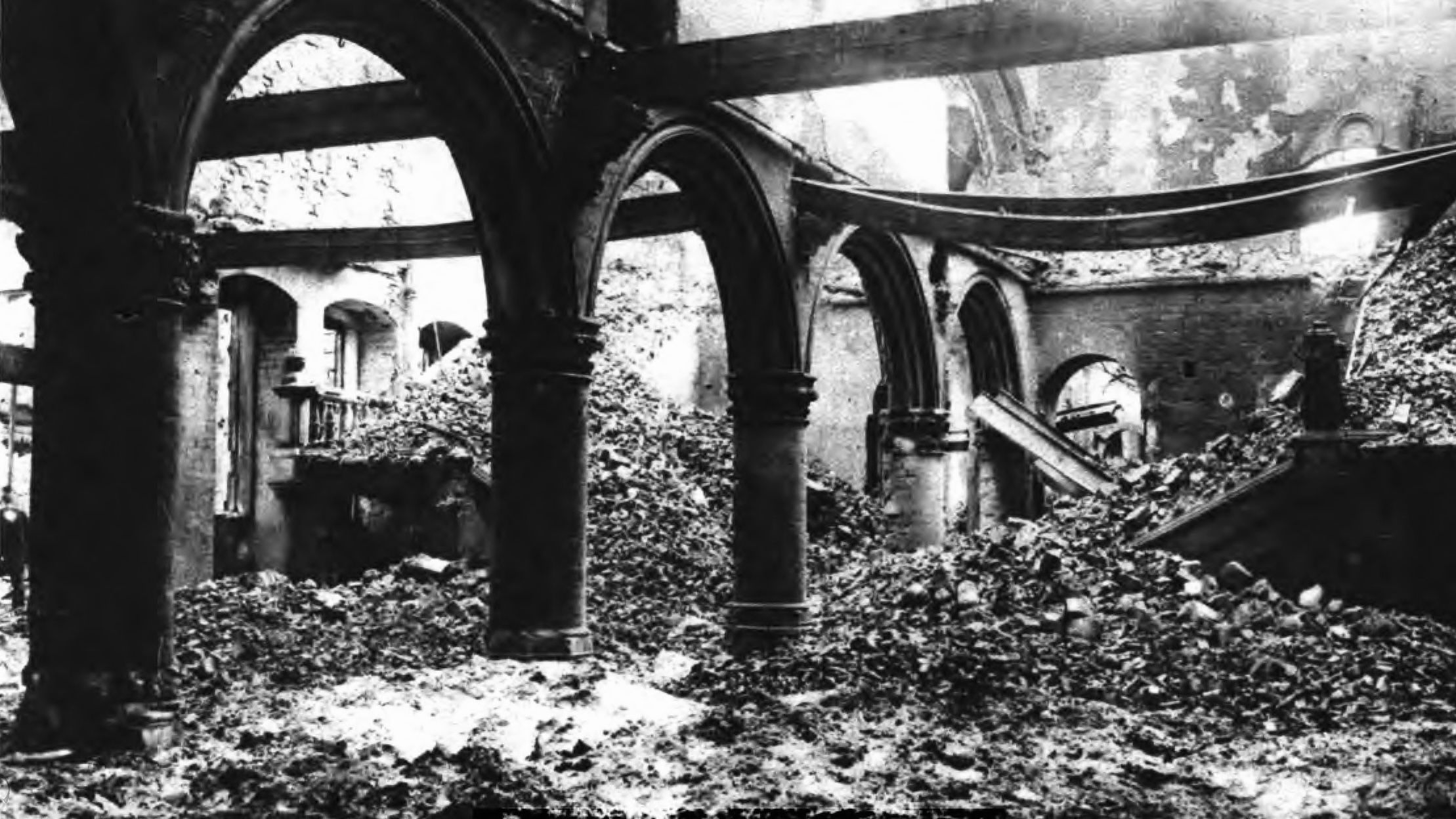
1914년 불에 탄 루뱅 가톨릭 대학교

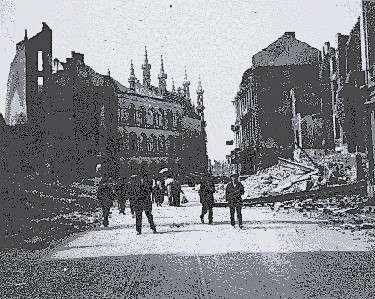
1915년 뢰번

벨기에의 강간(Viol de la Belgique, Schändung von Belgien)은 제1차 세계 대전 당시 독일군에 의해 벨기에에서 이뤄진 민간인 학살이다.
벨기에의 중립은 1839년 프로이센 등에 의해 런던 조약으로 보장됐으나 독일군은 슐리펜 계획에 따라 프랑스 동부에 집중된 프랑스군을 측면공격하기 위해 벨기에를 통해 병력을 통과시켜야했다. 당시 독일 총리 테오발트 폰 베트만홀베크는 런던 조약을 종이조각에 불과하다며 무시했다. 추방, 투옥, 사형 등을 통해 만 단위의 희생자를 낳았다. 1914년에만 해도 건물 25,000채가 파괴됐고 벨기에인 20%인 150만 명이 독일군 침공으로부터 피난갔다.

## 같이 보기
- 독일이 저지른 전쟁 범죄
- 93인의 성명서